# Consorzio di bonifica Piave
Il consorzio di bonifica Piave è un consorzio di bonifica attivo nelle province di Treviso e Venezia. Ha sede a Montebelluna.
L'ente è stato istituito con deliberazione della Giunta regionale del Veneto n. 1408 del 19 maggio 2009 riunendo i preesistenti consorzi Pedemontano Sinistra Piave, Destra Piave e Pedemontano Brentella di Pederobba.

## Comprensorio
Il territorio gestito dal consorzio si estende su un'area di 188.934 ha, ovvero la gran parte della provincia di Treviso della quale sono escluse le zone lungo i confini settentrionali, occidentali e meridionali. Una piccola porzione ricade nella città metropolitana di Venezia (comuni di Fossalta di Piave, Meolo e Noventa di Piave).
Il bacino idrografico più importante è quello del Piave, seguito da quelli di Livenza e Sile.